# Jan Szczepanik
Jan Szczepanik, né le 13 juin 1872 à Rudniki et mort le 18 avril 1926 à Tarnów en Pologne, est un inventeur polonais. Il fut surnommé « l'Edison polonais ». C'est Mark Twain, célèbre journaliste et romancier américain, qui le sort de l'anonymat. Il est l'inventeur du télectroscope, appareil qui était supposé transmettre des images par le biais de l'électricité, dès 1898, mais dont la démonstration n'a jamais été attestée.

## Distinctions
- Chevalier de l'ordre d'Isabelle la Catholique